# Aéroport de Hudson Bay
L'aéroport de Hudson Bay est un aéroport situé en Saskatchewan, au Canada.